# RABIF
RABIF (англ. RAB interacting factor) – білок, який кодується однойменним геном, розташованим у людей на короткому плечі 1-ї хромосоми.  Довжина поліпептидного ланцюга білка становить 123 амінокислот, а молекулярна маса — 13 839.
| 10         |  | 20         |  | 30         |  | 40         |  | 50         |
| ---------- |  | ---------- |  | ---------- |  | ---------- |  | ---------- |
| MEPAEQPSEL |  | VSAEGRNRKA |  | VLCQRCGSRV |  | LQPGTALFSR |  | RQLFLPSMRK |
| KPALSDGSNP |  | DGDLLQEHWL |  | VEDMFIFENV |  | GFTKDVGNIK |  | FLVCADCEIG |
| PIGWHCLDDK |  | NSFYVALERV |  | SHE        |  |            |  |            |

A: Аланін

C: Цистеїн

D: Аспарагінова кислота

E: Глутамінова кислота

F: Фенілаланін

G: Гліцин

H: Гістидин

I: Ізолейцин

K: Лізин

L: Лейцин

M: Метіонін

N: Аспарагін

P: Пролін

Q: Глутамін

R: Аргінін

S: Серин

T: Треонін

V: Валін

W: Триптофан

Задіяний у таких біологічних процесах як транспорт, транспорт білків. 
Білок має сайт для зв'язування з іонами металів, іоном цинку. 